# Liberatus de Carthage
Liberatus de Carthage, dit aussi Liberatus le Diacre (parfois appelé en français Libérat), est un ecclésiastique du VIe siècle, auteur d'une histoire des hérésies nestorienne et monophysite.
En 535, il fut délégué auprès du pape Agapet Ier par un concile de la province d'Afrique regroupant deux cent dix-sept évêques. En 545, il s'opposa avec véhémence, comme une grande partie de l'Église de sa province, à l'édit « des Trois Chapitres » promulgué par l'empereur Justinien. Fortement impliqué dans cette querelle, notamment comme ambassadeur des évêques africains, il employa ses loisirs à écrire une histoire des deux hérésies opposées, le nestorianisme et le monophysisme, pour démontrer le manque de fondement de la condamnation des Trois Chapitres. Cet ouvrage est intitulé Breviarium causæ Nestorianorum et Eutychianorum; il raconte la querelle depuis l'intronisation de Nestorius comme patriarche de Constantinople (428) jusqu'au cinquième Concile œcuménique (553). Le texte mentionne la mort du pape Vigile (juin 555), et parle du patriarche Théodose d'Alexandrie, mort en 566, comme d'un homme encore vivant. Ses sources principales sont l'Historia tripartita de Cassiodore, des actes de conciles et des lettres de prélats.

## Texte
- Patrologia Latina, LXVIII, 963-1052.